# Liste der Nummer-eins-Hits in Malaysia (2024)
Diese Liste der Nummer-eins-Hits in Malaysia 2024 basiert auf den offiziellen Chartlisten der RIM („Most Streamed International Singles“). Die Charts basieren allein auf Musikstreaming.

## Singles
| ← 2023 ← | Liste der Nummer-eins-Hits in Malaysia | Liste der Nummer-eins-Hits in Malaysia  | Liste der Nummer-eins-Hits in Malaysia | 2025 →                    |
| \| Zeitraum \| Wo. ges. \| Interpret \| Titel Autor(en) \| Zusätzliche Informationen \| \| (Zeitraum, Wochen auf Platz eins, Interpret, Titel, Autor[en], zusätzliche Informationen) \| \| \| \| \| \| ----------------------------------------------------------------------------------------- \| -------- \| --------------------------------------- \| ------------------------------------------------------------------------------------------------------------------------------------------------------------------------------------------------------------------------------------------ \| ------------------------- \| \| 8. Dezember 2023 – 8. Februar 2024 9 Wochen \| 9 \| The Weeknd with Jennie & Lily-Rose Depp \| One of the Girls Abel Makkonen Tesfaye, Michael George Dean, Lily-Rose Melody Depp, Kristen Rebecca Lynn Fisher, Samuel Abraham Levinson, Samuel Sage Skolfield \| – \| \| 9. Februar 2024 – 7. März 2024 4 Wochen (insgesamt 7) \| 7 \| Henry Moodie \| Drunk Text Joshua Mark McClelland, Andrew Edward Bannister, Henry James Moodie \| – \| \| 9. Februar 2024 – 4. April 2024 8 Wochen \| 8 \| Ariana Grande \| We Can’t Be Friends (Wait for Your Love) Ilya Salmanzadeh, Ariana Grande, Martin Karl Sandberg \| – \| \| 5. April 2024 – 18. April 2024 2 Wochen (insgesamt 3) \| 3 \| Illit \| Magnetic Bang Si-hyuk, Park Sung-jin, Kim Su-bin, Lee Hee-joo, Park Wu-hyun, Kwon Do-hyung, Yi Yi-jin, Salem Ilese Davern, Oh Hyun-sun, Martin, James, Lauren Amber Aquilina, Marcus A. Andersson, Kim Na-yeon, Sophie Leigh McBurnie \| – \| \| 19. April 2024 – 25. April 2024 1 Woche \| 1 \| Taylor Swift feat. Post Malone \| Fortnight Jack Michael Antonoff, Taylor Alison Swift, Austin Richard Post \| – \| \| 26. April 2024 – 2. Mai 2024 1 Woche (insgesamt 3) \| 3 \| Illit \| Magnetic Bang Si-hyuk, Park Sung-jin, Kim Su-bin, Lee Hee-joo, Park Wu-hyun, Kwon Do-hyung, Yi Yi-jin, Salem Ilese Davern, Oh Hyun-sun, Martin, James, Lauren Amber Aquilina, Marcus A. Andersson, Kim Na-yeon, Sophie Leigh McBurnie \| – \| \| 3. Mai 2024 – 23. Mai 2024 3 Wochen (insgesamt 7) \| 7 \| Henry Moodie \| Drunk Text Joshua Mark McClelland, Andrew Edward Bannister, Henry James Moodie \| – \| \| 24. Mai 2024 – 20. Juni 2024 4 Wochen \| 4 \| Sabrina Carpenter \| Espresso Sabrina Annlynn Carpenter, Julian Collin Bunetta, Stephanie Nicole Jones, Amy Rose Allen \| – \| \| 21. Juni 2024 – 22. August 2024 9 Wochen \| 9 \| Billie Eilish \| Birds of a Feather Finneas Baird O’Connell, Billie Eilish O’Connell \| – \| \| 23. August 2024 – 17. Oktober 2024 8 Wochen (insgesamt 22) \| 22 \| Lady Gaga & Bruno Mars \| Die with a Smile Andrew Wotman, Dernst Emile, James Edward Fauntleroy II, Stefani Joanne Angelina Germanotta, Peter Gene Hernandez \| – \| \| 18. Oktober 2024 – 2. Januar 2025 11 Wochen \| 11 \| Rosé feat. Bruno Mars \| Apt. Theron Makiel Thomas, Philip Martin Lawrence II, Michael Donald Chapman, Peter Gene Hernandez, Christopher Steven Brown, Rogét Lufti Chahayed, Park Chae-young, Nicholas Barry Chinn, Omer Fedi, Henry Russell Walter, Amy Rose Allen \| – \| |                                        |                                         | |                           |
| ← 2023 |                                        |                                         | | → 2025 →                  |
| Zeitraum | Wo. ges.                               | Interpret                               | Titel Autor(en) | Zusätzliche Informationen |
| (Zeitraum, Wochen auf Platz eins, Interpret, Titel, Autor[en], zusätzliche Informationen) |                                        |                                         | |                           |
| 8. Dezember 2023 – 8. Februar 2024 9 Wochen | 9                                      | The Weeknd with Jennie & Lily-Rose Depp | One of the Girls Abel Makkonen Tesfaye, Michael George Dean, Lily-Rose Melody Depp, Kristen Rebecca Lynn Fisher, Samuel Abraham Levinson, Samuel Sage Skolfield                                                                            | –                         |
| 9. Februar 2024 – 7. März 2024 4 Wochen (insgesamt 7) | 7                                      | Henry Moodie                            | Drunk Text Joshua Mark McClelland, Andrew Edward Bannister, Henry James Moodie | –                         |
| 9. Februar 2024 – 4. April 2024 8 Wochen | 8                                      | Ariana Grande                           | We Can’t Be Friends (Wait for Your Love) Ilya Salmanzadeh, Ariana Grande, Martin Karl Sandberg | –                         |
| 5. April 2024 – 18. April 2024 2 Wochen (insgesamt 3) | 3                                      | Illit                                   | Magnetic Bang Si-hyuk, Park Sung-jin, Kim Su-bin, Lee Hee-joo, Park Wu-hyun, Kwon Do-hyung, Yi Yi-jin, Salem Ilese Davern, Oh Hyun-sun, Martin, James, Lauren Amber Aquilina, Marcus A. Andersson, Kim Na-yeon, Sophie Leigh McBurnie      | –                         |
| 19. April 2024 – 25. April 2024 1 Woche | 1                                      | Taylor Swift feat. Post Malone          | Fortnight Jack Michael Antonoff, Taylor Alison Swift, Austin Richard Post | –                         |
| 26. April 2024 – 2. Mai 2024 1 Woche (insgesamt 3) | 3                                      | Illit                                   | Magnetic Bang Si-hyuk, Park Sung-jin, Kim Su-bin, Lee Hee-joo, Park Wu-hyun, Kwon Do-hyung, Yi Yi-jin, Salem Ilese Davern, Oh Hyun-sun, Martin, James, Lauren Amber Aquilina, Marcus A. Andersson, Kim Na-yeon, Sophie Leigh McBurnie      | –                         |
| 3. Mai 2024 – 23. Mai 2024 3 Wochen (insgesamt 7) | 7                                      | Henry Moodie                            | Drunk Text Joshua Mark McClelland, Andrew Edward Bannister, Henry James Moodie | –                         |
| 24. Mai 2024 – 20. Juni 2024 4 Wochen | 4                                      | Sabrina Carpenter                       | Espresso Sabrina Annlynn Carpenter, Julian Collin Bunetta, Stephanie Nicole Jones, Amy Rose Allen | –                         |
| 21. Juni 2024 – 22. August 2024 9 Wochen | 9                                      | Billie Eilish                           | Birds of a Feather Finneas Baird O’Connell, Billie Eilish O’Connell | –                         |
| 23. August 2024 – 17. Oktober 2024 8 Wochen (insgesamt 22) | 22                                     | Lady Gaga & Bruno Mars                  | Die with a Smile Andrew Wotman, Dernst Emile, James Edward Fauntleroy II, Stefani Joanne Angelina Germanotta, Peter Gene Hernandez | –                         |
| 18. Oktober 2024 – 2. Januar 2025 11 Wochen | 11                                     | Rosé feat. Bruno Mars                   | Apt. Theron Makiel Thomas, Philip Martin Lawrence II, Michael Donald Chapman, Peter Gene Hernandez, Christopher Steven Brown, Rogét Lufti Chahayed, Park Chae-young, Nicholas Barry Chinn, Omer Fedi, Henry Russell Walter, Amy Rose Allen | –                         |